# Národní park Kozara
Národní park Kozara je jedním ze tří národních parků v Bosně i Hercegovině.
Národní park vyhlásil prezident bývalé Jugoslávie Josip Broz Tito v roce 1967 kvůli ochraně hustých lesů. Park se rozkládá na ploše 33,75 km2 mezi řekami Una, Sáva, Sana a Vrbas.
Širší oblast Kozary, která má 180 čtverečních kilometrů, je oblíbeným místem pro regulovaný lov jelenů, bažantů, lišek, divokých prasat, zajíců a kachen.
Území parku sloužilo za druhé světové války jako útočiště partyzánům.